# Yoon Ji-su
Dans ce nom coréen, le nom de famille, Yoon, précède le nom personnel.
Yoon Ji-su (hangeul : 윤지수), née le 24 janvier 1993 à Busan, est une sabreuse sud-coréenne.

## Carrière
Yoon Ji-su remporte la médaille d'or par équipes aux Championnats d'Asie d'escrime 2012 à Wakayama et aux Championnats d'Asie d'escrime 2013 à Shanghai ainsi que la médaille d'argent par équipes aux Championnats d'Asie d'escrime 2014 à Suwon.
Médaillée d'or par équipes aux Championnats d'Asie d'escrime 2015 à Singapour, Yoon Ji-su termine cinquième de l'épreuve de sabre par équipes des Jeux olympiques d'été de 2016 à Rio de Janeiro. La même année, elle est médaillée de bronze en sabre individuel et médaillée d'argent par équipes aux Championnats d'Asie d'escrime 2016 à Wuxi.
Elle est médaillée d'argent par équipes aux Championnats d'Asie d'escrime 2017 à Hong Kong ainsi qu'aux Championnats du monde d'escrime 2017 à Leipzig et médaillée de bronze de la même épreuve aux Championnats du monde d'escrime 2018 à Wuxi.
Elle est médaillée de bronze par équipes aux Jeux olympiques d'été de 2020 à Tokyo.